# Jean-Baptiste Augustin Hapdé
Jean-Baptiste Augustin Hapdé, né le 27 août 1777 à Paris où il est mort le 1er juin 1839, est un auteur dramatique français.

## Biographie
Administrateur du théâtre des Jeux gymniques de 1810 à 1812, il est le directeur des hôpitaux militaires de la Grande Armée.
On lui doit près de 200 pièces de théâtre qui ont été représentées sur les plus grandes scènes parisiennes de la fin du XVIIIe et du début du XIXe siècle.

## Œuvres
- 1794 : Le Commissionaire de St. Lazare ou la Journée du dix thermidor, fait historique en un acte, en prose, théâtre des Variétés Amusantes
- 1796 : Le Dernier couvent de France, ou l'Hospice, anecdote en deux actes et en vaudevilles, avec François-Jacques Corsange de La Plante, théâtre des Jeunes-Artistes, 26 thermidor an IV (samedi 13 août 1796)
- 1797-1798 : Le Parachute, comédie-parade en 1 acte et en prose, mêlée de vaudevilles, avec Hector Chaussier
- 1797 : Frédégilde, ou le Démon familier, drame à grand spectacle, en quatre actes, mêlée de pantomime, chants, danses et évolutions militaires, avec J. G. A. Cuvelier, musique arrangée par Pierre Louis Marie Morange
- 1797 : La Naissance de la pantomime, scène mélodramatique et allégorique, mêlée de danses et à grand spectacle, avec J. G. A. Cuvelier, musique arrangée par Navoigille et Jean Baneux
- 1797 : Le Buffet ou les Deux Cousins, comédie en 1 acte, mêlée de vaudevilles
- 1798 : Un tour de Roquelaure, vaudeville anecdotique en un acte
- 1798 : Frédégilde ou le Démon familier, drame à grand spectacle en quatre actes, avec Cuvelier
- 1798 : Arlequin Jacob et Gilles Esaïe, ou le Droit d'aînesse, folie-vaudeville en un acte
- 1799 : L'Héroïne suisse ou Amour et Courage, pantomime militaire en trois actes, avec J. G. A. Cuvelier, théâtre de la Cité Variétés, 7 prairial de l'an VI (26 mai 1799)
- 1799 : Deux pères pour un, ou le Mariage aux Invalides, comédie en un acte, en prose, mêlée de vaudevilles et d'airs choisis, théâtre de la Cité-Variétés, 6 Thermidor an VII (23 juillet 1799)
- 1799 : Cadet Roussel misanthrope, et Manon repentante, folie en un acte, théâtre des Variétés, 4 floréal an VII (26 avril 1799)
- 1800 : Le Petit Poucet, ou l'Orphelin de la forêt, drame en cinq actes, en prose, mêlé de chants, pantomime et danses, avec J.-G.-A. Cuvelier, musique arrangée par J. Gaultier, Théâtre des jeunes artistes, 8 prairial an VIII (28 mai 1800)
- 1800 : Le Sérail, ou la Fête du Mogol, pièce en trois actes, en prose, mêlée de pantomime, chants et danses, théâtre de la Cité-Variétés, Ier brumaire an VIII (23 octobre 1800)
- 1800 : Le Troubadour ou l'Enfant de l'amour, pantomime en trois actes, théâtre de la Cité-Variétés, 30 vendémiaire an IX (22 octobre 1800)
- 1800 : L'Enfant du mystère ou les Amans du XIe siècle, pantomime en trois actes, théâtre de la Cité Variétés, 15 germinal an VIII (5 avril 1800)
- 1803 : L'Enfant prodigue, mélodrame en quatre actes et à grand spectacle, mêlée de pantomime, danses et combats, avec J.G.A. Cuvelier, théâtre de la Porte Saint-Martin, 3 frimaire an XII (24 novembre 1803)
- 1803 : La Naissance d'Arlequin, ou Arlequin dans un œuf, folie-féerie en cinq actes
- 1804 : Elisabeth du Tyrol ou les Hermites muets, pièce en trois actes
- 1804 : Arlequin à Maroc, ou la Pyramide enchantée, folie-féerie en trois actes
- 1804 : Le Prince invisible ou Arlequin Prothée, pièce féerie en 6 actes, musique de Foignet fils
- 1805 : La Guerrière des Sept montagnes ou la Laitière des bords du Rhin, mélodrame en 3 actes à grand spectacle, musique de Foignet fils
- 1806 : Le Pont du Diable, mélodrame en trois actes, à grand spectacle, musique de Aimé Taix, ballets de Eugène Hus le jeune, Théâtre de la Gaîté, 15 mars
- 1807 : Les Sirènes, ou les Sauvages de la montagne d'or, pièce féerie en quatre actes, à grand spectacle, mêlée de chants, danses, évolutions, marches, combats, travestissements à vue, métamorphoses, décorations nouvelles et costumes nouveaux, Théâtre des Jeunes Artistes, 24 janvier
- 1807 : Helmina d'Heidelberg, ou l'Innocente coupable
- 1807 : De l'anarchie théâtrale, ou de la Nécessité de remettre en vigueur les lois et règlements relatifs aux différents genres des spectacles de Paris, J.-G. Dentu
- 1807 : Helmina d'Heidelberg, ou l'Innocente coupable, mélodrame en 3 actes, à grand spectacle, musique de Adrien Quaisin, théâtre de l'Ambigu-Comique, 12 août
- 1808 : Les Centaures, ou la Jeunesse d'Achille, scènes équestres en 3 parties et à grand spectacle, Cirque-Olympique, 26 mai
- 1808 : La Tête de bronze, ou le Déserteur hongrois, mélodrame en 3 actes à grand spectacle, musique de Joachin Napoléon Charles Dominique Robert Lanusse, théâtre de la Gaîté, 1er octobre
- 1808 : Peau-d'Ane ou l'Isle-bleue et la Mer-Jaunes, mélodrame folie-féerie en 3 actes à grand spectacle, musique de Lanusse, Théâtre et chez les Marchands de Nouveautés, théâtre de la Gaîté, 13 avril[3].
- 1808 : Le Siège de la Gaîté, ou le Passé, le Présent et le Futur, pièce d'inauguration en un acte, à grand spectacle, mêlée de pantomimes et de danses
- 1809 : Le Colosse de Rhodes, ou le Tremblement de terre d'Asie, mélodrame en 3 actes, musique de Alexandre Piccinni
- 1810 : L'Arsenal d'Inspruck ou les Drapeaux du 76e de ligne, fait historique à grand spectacle, théâtre des Jeux Gymniques
- 1810 : Le Passage du mont St-Bernard, tableaux historiques et à grand spectacle, musique de Piccini et Henri Darondeau, Jeux gymniques, 18 janvier
- 1810 : La Bataille d'Aboukir ou les Arabes du désert, avec Cuvelier
- 1810 : Les Pyramides d'Égypte, tableaux militaires et historiques, musique d'Alexandre Piccini et de Darondeau, Jeux gymniques, 6 octobre
- 1810 : L'Espérance et l'Armateur, introduction du Soleil et les glaces, ou Le vaisseau le Saint-Martin, tableaux allégoriques et d'inauguration à grand spectacle, musique de Alexandre Piccini, Jeux gymniques, 1er janvier
- 1810 : Les Ruines de Rome, ou l'Antiquomanie, tableaux comiques à grand spectacle, musique de Piccini et Darondeau, Jeux gymniques, 10 novembre
- 1810 : Le Pont d'Arcole, tableaux historiques en 1 action et à grand spectacle, avec Jean-François de Latoulinière, musique de Leblanc, Jeux gymniques, 24 mars
- 1810 : Lapeyrouse, ou le Voyageur autour du monde, tableaux historiques à grand spectacle, en 3 actions, musique de Foignet fils, Jeux gymniques, 13 juin
- 1810 : La Mort de Bayard, tableaux historiques en deux actions et à grand spectacle, précédés d'un prologue en vers par Joseph Verment-Mariton
- 1810 : L'Apothéose du duc de Montebello, tableaux à grand spectacle, Jeux-gymniques, 7 juillet
- 1810 : L'Homme du destin, tableaux historiques et allégoriques en 3 actions et à grand spectacle, composés en l'honneur des fêtes de Leurs Majestés impériales et royales, musique de Alexandre Piccini et Darondeau, Jeux gymniques, 24 septembre
- 1810 : Le Siège de Dantzick, tableaux militaires et historiques à grand spectacle
- 1810 : Oromaze et Arimane, ou le Génie noir et le Génie blanc, prologue de La Reine de Persépolis, ou la Femme et le malheur, tableaux en 3 actions, à grand spectacle, musique de Piccini et Darondeau, Jeux gymniques, 10 décembre
- 1810 : Les Fêtes d'Éleusis, ou Tous les jeux de la Grèce, tableaux historiques à grand spectacle, musique de M. Darondeau, théâtre de la Porte-Saint-Martin, 1er janvier
- 1810 : La Chassomanie, ou l'Ouverture du Jeune Henri mise en action, tableaux comiques, musique introductive arrangée par Lanusse, Jeux-gymniques, 24 janvier
- 1811 : Actéon changé en cerf, ou la Vengeance de Diane, scènes équestres à grand spectacle et en deux parties, musique de Darondeau, Cirque olympique, 4 mars
- 1811 : Achille plongé dans le Styx, ou l'Oracle de Calchas, scènes allégoriques à grand spectacle, à l'occasion du baptême de S. M. le Roi de Rome, musique de Foignet fils, Cirque olympique, 8 juin
- 1811 : Les Vierges de la lune ou Arlequin avalé par la baleine, histoire véritable... précédée d'Arlequin dans un œuf, prologue et suivie de La Journée vénitienne, tableaux burlesques, théâtre de la Salle des jeux gymniques, 30 janvier
- 1811 : L'Enfant proscrit ou Amour et Orgueil, scènes équestres en trois parties, Cirque olympiques, 25 juillet
- 1811 : L'Amour postillon, ou la Poste enchantée, folie-pantomime équestre à grand spectacle, musique composée et arrangée Roll et Camille Saint-Aubin, Cirque-olympique, 6 septembre
- 1811 : L'Enlèvement d'Hélène et le fameux cheval de Troyes, pantomime en 4 actes et à grand spectacle, musique de C. Leblanc, Cirque olympique, 8 novembre
- 1811 : La Chaumière indienne, ou le Paria, scènes équestres à grand spectacle, terminées par Une fête de l'Indostan, musique arrangée par Pierre-Gaspard Roll, Cirque olympique, 18 avril
- 1811 : L'Enfant proscrit, ou Amour et Orgueil, scènes équestres, en 3 parties, à grand spectacle
- 1811 : Les Chevaliers de Jérusalem, ou Mathilde et Rosa, scènes équestres en 3 parties, à grand spectacle, musique de Roll, Cirque olympique, 6 mai
- 1812 : L'Enfant du troubadour ou Mystère et Vengeance, tableaux héroïques en trois actions, théâtre des Jeux Gymniques, 28 mai
- 1812 : Lise et Colin dans leur ménage ou la suite de la Fille mal gardée, tableau villageois, théâtre de la Salle des Jeux Gymniques, 18 mai
- 1812 : Barbe-bleue ou les Enchantemens d'Alcine, tableaux en 3 actions... précédé de La grotte d'Alcine, prologue mêlé de chants, musique d'Alexandre Piccinni et Foignet
- 1812 : La Houillère de Beaujonc, ou les Mineurs ensevelis, grand tableau historique, avec Maurice Ourry, musique de François Foignet, Jeux gymniques, 24 mars
- 1812 : Célestine et Faldoni, ou les Amants de Lyon, drame historique en 3 actes et en prose, Théâtre de l'Impératrice, 16 juin
- 1812 : La Journée vénitienne, tableaux burlesques, théâtre des Jeux Gymniques, 30 janvier
- 1812 : Le Pont du diable, mélodrame en 3 actes, à grand spectacle, musique de Taix
- 1812 : Floreska, ou les Déserts de la Sibérie, tableaux en 3 actions et à grand spectacle, musique de Foignet, Jeux gymniques, 16 mars
- 1813 : La Tête de bronze, ou le Déserteur hongrois
- 1814 : Les Sépulcres de la Grande Armée, ou Tableau des hôpitaux pendant la dernière campagne de Buonaparte
- 1814 : Plus de mélodrames ! leurs dangers considérés sous le rapport de la religion, des mœurs, de l'instruction publique et de l'art dramatique, J.-G. Dentu
- 1816 : Des grands et des petits théâtres de la capitale, Imprimerie de Le Normant
- 1816 : Voyage souterrain ou description des salines de Hallein, 13 avril
- 1816 : Le Panache blanc de Henri IV, ou les Souvenirs d'un Français, recueil historique, Le Normant
- 1816 : Le Berceau de Henri IV à Lyon, ou la Nymphe de Parthénope, scènes allégoriques mêlées de chants et de danses, avec Hyacinthe Albertin et Jean-Antoine-Marie Monperlier, Lyon, Grand-Théâtre, 9 juin
- 1816 : Des grands et des petits théâtres de la capitale, Le Normant
- 1817 : Le Passage de la mer Rouge, ou la Délivrance des Hébreux, pièce en 3 actes et à grand spectacle, avec Désiré, théâtre de la Gaîté, 15 novembre
- 1817 : Les Visions de Macbeth, ou les Sorcières d'Écosse, mélodrame en 3 actes, à grand spectacle, imité du théâtre et du genre anglais
- 1819 : De la propriété dramatique, du plagiat, et de l'établissement d'un jury littéraire, Paris, imprimerie d'Anthème Boucher
- 1820 : Relation historique, heure par heure, des événements funèbres de la nuit du 13 février 1820, (assassinat du Duc de Berry)
- 1820 : Le Treizième coup de canon, ou la France et l'Espérance, scènes allégoriques et militaires à grands chœurs, Jardins de Tivoli, 5 octobre
- 1821 : Le Déluge universel ou l'Arche de Noé, drame lyrique en trois actes et à grand spectacle, théâtre de Versailles, 11 janvier
- 1826 : Célestine et Faldoni, ou les Amans de Lyon, drame historique en trois actes
- 1828 : Le Déluge universel ou l'Arche de Noé, drame lyrique en 3 actes
- 1829 : Expédition et naufrage de Lapérouse : recueil historique de faits, événemens, découvertes, etc., appuyés de documens officiels. Avec un état général nominatif des officiers, savans, artistes, marins, embarqués sur la Boussole et l'Astrolabe, et l'énumération authentique de tous les débris du naufrage, Delaunay